# Iglesia de Guacarhue
La iglesia de Guacarhue se ubica en la localidad de Guacarhue, comuna de Quinta de Tilcoco, en la región del Libertador General Bernardo O'Higgins, Chile. Se construyó alrededor del año 1778 y se restauró en 2013. Fue diseñada por el arquitecto italiano Joaquín Toesca. Fue declarada Monumento Nacional de Chile, en la categoría de Monumento Histórico, mediante el Decreto Exento n.º 3498, del 16 de septiembre de 1991.

## Historia
La iglesia se construyó en 1779, diseñada por el arquitecto italiano Joaquín Toesca, autor de obras que incluyen el Palacio de La Moneda y la Catedral Metropolitana de Santiago. Se considera una construcción gemela con la iglesia de Pichidegua, también diseñada por Toesca. Fue severamente afectada por el terremoto de Concepción de 1835, por lo que tuvo que ser reconstruida. La nueva iglesia se basó en el diseño de Toesca, así que las dimensiones son las mismas. Luego del terremoto del 2010, cerca del 80 % de la construcción se derrumbó.

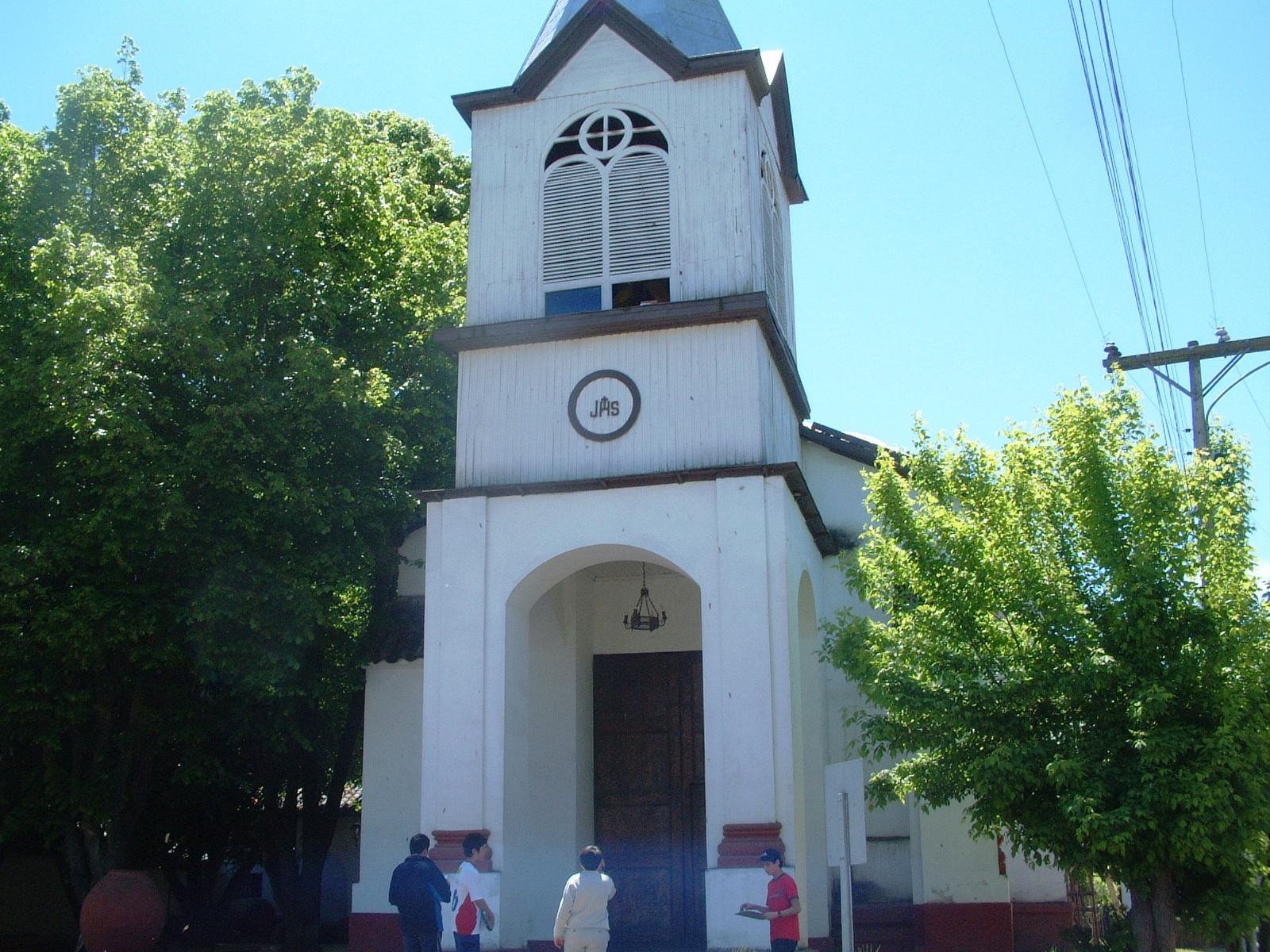
Torre campanario de la iglesia antes de 2010.

En 2010, el arquitecto Patricio Arias, a través de programa «Puesta en Valor del Patrimonio» de la Subsecretaría de Desarrollo Regional y Administrativo, realizó una restauración completa al monumento. El proyecto recuperó la nave principal, la torre campanario y la capilla de hombres. Además devuelve a la techumbre el diseño original de par y nudillo.
Su reinauguración se efectuó en enero de 2014, tras completarse, además, la restauración y consolidación estructural de la capilla continua y la refacción del pavimento y de la iluminación de la Plaza de Los Tilos, lo que implicó que se realizaron obras por más de 800 metros cuadrados.

## Descripción
El templo está ubicado justo frente a la Plaza de Guacarhue, declarada zona típica. Repite patrones típicos de la arquitectura de la zona, tales como simpleza en los volúmenes, el uso de adobe en los muros, la teja en la techumbre y la presencia de corredores para disipar las fuertes temperaturas del sector. Posee una forma de «L», con dos naves de dimensiones similares, que se intersecan en el altar mayor.